# Нікельтауська сільська адміністрація
Нікельта́уська сільська адміністрація (каз. Никельтау ауылдық әкімдігі, рос. Никельтауская сельская администрация) — адміністративна одиниця у складі Хромтауського району Актюбінської області Казахстану. Адміністративний центр та єдиний населений пункт — село Нікельтау.
Населення — 925 осіб (2021; 932 у 2009, 886 у 1999, 1155 у 1989).
Станом на 1989 рік існувала Нікельтауська сільська рада (село Нікельтау). пізніше територія була включена до складу Тассайського сільського округу. Нікельтауська сільська адміністрація була утворена 2005 року шляхом відокремлення частини Тассайського сільського округу площею 35,38 км².